# باشگاه فوتبال غازی عینتاب‌اسپور
باشگاه فوتبال غازی آنتِپ اسپور (به ترکی استانبولی: Gaziantepspor) باشگاه فوتبال ترکیه‌ای است که در سال ‌۱۹۶۹ در غازی عینتاب تأسیس شده‌است و هم‌اکنون در سوپر لیگ فوتبال ترکیه بازی می‌کند. ورزشگاه کمیل اوجک غازی عینتاب محل انجام بازی‌های خانگی این تیم می‌باشد. گازی آنتپ‌اسپور سابقه دو عنوان قهرمانی به سال‌های ۰۰-۱۹۹۹ و ۰۱-۲۰۰۰ را در سوپر لیگ فوتبال ترکیه در فهرست افتخارات خود دارد.